# Bayerisches Archivgesetz
Das Bayerische Archivgesetz (BayArchivG) regelt seit dem 1. Januar 1990 die Archivierung von Unterlagen in den staatlichen Archiven und in Archiven sonstiger öffentlicher Stellen in Bayern. Zu dieser Zeit war Walter Jaroschka Leiter der Staatlichen Archive Bayerns. Er hatte wesentlichen Anteil an der Entstehung und Ausarbeitung des BayArchivG.
Das Gesetz definiert die Begriffe Archivgut und archivwürdig, legt die Aufgaben der staatlichen Archive in Bayern fest, regelt den Einsatz von ehrenamtlichen Archivpflegern, verpflichtet die bayerischen Behörden, ihre Unterlagen den staatlichen Archiven anzubieten und regelt die Übernahme der Unterlagen. Es beinhaltet Regelungen zur Auftragsarchivierung sowie der Verwaltung und Sicherung des Archivgutes. Daneben legt es die Schutzrechte von Betroffenen fest. Des Weiteren definiert es die Zuständigkeiten für das Archivgut des Bayerischen Landtages, der Kommunen und anderer öffentlicher Stellen.
Artikel 10 regelt die Benutzung der staatlichen Archive. Er hält fest, wer ein staatliches Archiv unter welchen Bedingungen benutzen darf, wann die Benutzung zu untersagen ist und wie lange Archivgut gesperrt ist (Schutzfristen). Die Schutzfristen des Bayerischen Archivgesetzes entsprechen denen des Bundesarchivgesetzes.